# Abzu
Abzu – akkadsky Apsû, řecky Apsón. V sumersko-akkadské mytologii podzemní sladkovodní oceán. 
Podle mýtu Enúma eliš se Apsû (personifikovaný) smísil s Tiamat a tím vznikli první bohové. Jelikož Apsû byl nespokojen s novými bohy, protože rušili staré pořádky, vedl s nimi válku, ve které byl poražen a zabit Enkim, který se tak stal pánem tohoto oceánu. 
Nad tímto oceánem byli podle jedné z verzí stvořeni první lidé. 

## Rodinné poměry
- manželka: Tiamat
- děti: velké množství prvotních božstev, která často nejsou jmenována nebo se o nich nic neví, část z nich padla ve válce bohů a část z nich již nebyla aktivní, čili dění v sumerské mytologii nijak neovlivňovali, jejich popularita nestoupla ani v akkadské říši ani v Babylóně.